# Posten
Posten AB est une entreprise suédoise de service postal, créée en 1636 sous le nom de Kungliga Postverket (en français : « Agence postale royale »). En 2000, l'entreprise décide d'abandonner les bureaux de postes publics. Depuis 2009, elle fait partie de la société faîtière PostNord avec son homologue danoise Post Danmark.

## Transport du courrier

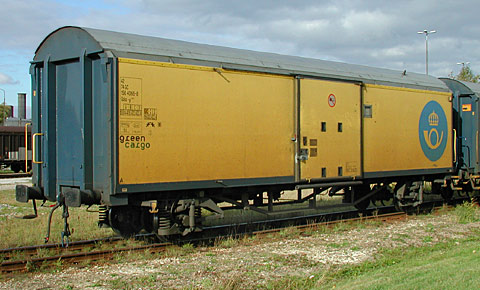
Wagon du Posten AB, exploité conjointement avec Green Cargo.

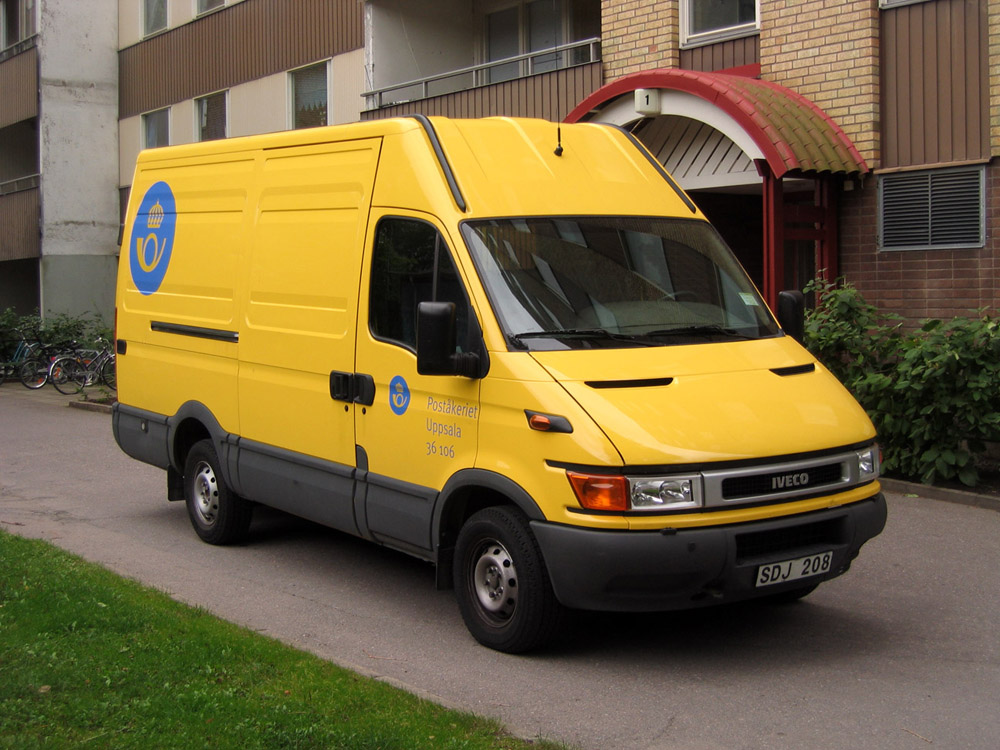
Fourgon Iveco de la poste suédoise.

Tout le courrier de deuxième classe en Suède est envoyé par chemin de fer depuis 2001,.